# Yutaka Taniyama
Yutaka Taniyama (谷山 豊, Taniyama Yutaka) (Saitama, 12 de novembro de 1927 — Tóquio, 17 de novembro de 1958) foi um matemático japonês.
Ficou conhecido pela Conjectura Taniyama-Shimura, criada juntamente com seu parceiro de estudos Goro Shimura, cuja demonstração feita por Andrew Wiles teve como conseqüência a prova de que o Último Teorema de Fermat é verdadeiro.
Aos 31 anos, em 17 de novembro de 1958, Taniyama cometeu suicídio por depressão.